# Pino Palladino

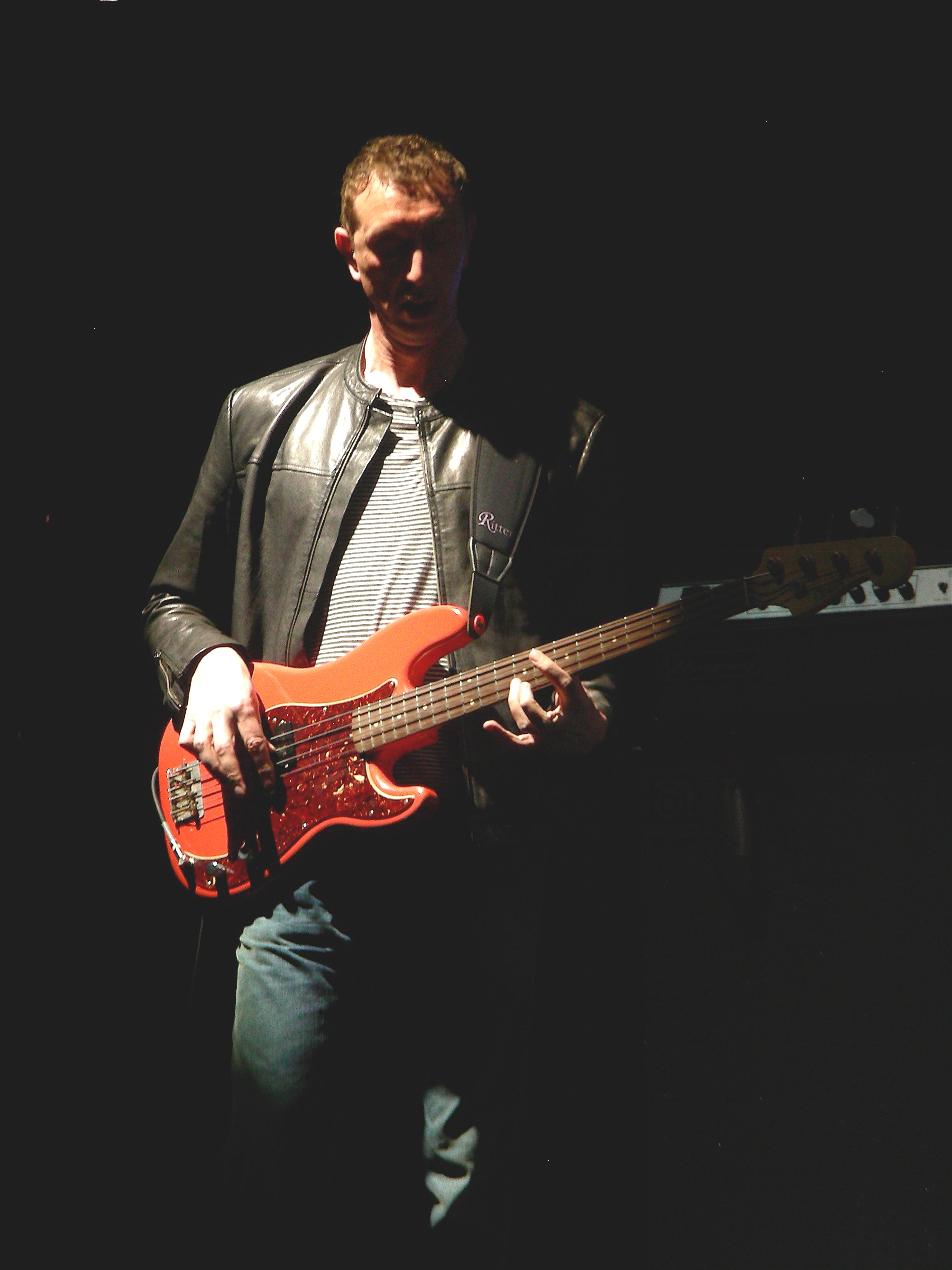
Palladino met The Who, Philadelphia Pennsylvania, United States, 2008

Pino Palladino (Cardiff (Wales), 17 oktober 1957) is een Italiaans-Britse bassist. In 1973, op zijn zeventiende, begon Palladino met het bespelen van de basgitaar. Hiervoor had hij enkele jaren elektrische gitaar gespeeld.

## Vroege muziekcarrière
Palladino begon met het professionele werk in 1978, toen hij voor een lokale televisieomroep begon te spelen. In 1980 speelde hij in de band van Jools Holland. Deze band nam ook het eerste album op waar Palladino op meespeelt: Jools Holland And His Millionaires (1982).

## Doorbraak en samenwerkingen
In de jaren tachtig werd Palladino bekend door het bespelen van de fretloze basgitaar. Hij werd een veelgevraagde studiomuzikant en speelde met veel bekende artiesten, zoals Gary Numan, Paul Young, Richard Ashcroft, David Gilmour, Tears for Fears, Phil Collins, Pete Townshend, Don Henley en Mango. In de jaren negentig schakelde hij weer over op de normale basgitaar en speelde nu met onder andere: Melissa Etheridge, Richard Wright, D'Angelo, Elton John en Eric Clapton. Van 1998 tot 2001 was hij lid van de Robbie McIntosh Band. Hij is momenteel ook lid van het John Mayer Trio met John Mayer en Steve Jordan.
In 2019 speelt hij bas op het album Lean on Me van José James, een tribute voor Bill Withers.

## The Who
Toen in 2002 John Entwistle (de bassist van The Who) overleed aan een hartaanval, werd in overeenstemming met de familie van Entwistle besloten dat The Who door zou toeren. Palladino werd gevraagd om Entwistle te vervangen. Hij werkte mee aan de Europa-tour van The Who en speelde mee op Endless Wire (2006), de eerste cd die The Who na It's Hard (1982) uitbracht.

## Discografie
- 1982 - Jools Holland And His Millionaires
- 1991 - Still (Tony Banks)
- 1992 - The One (Elton John)
- 1996 - Broken China (Rick Wright)
- 1998 - Emotional Bends (Robbie McIntosh Band)
- 2000 - Voodoo (D'angelo)
- 2001 - Wide Screen (Robbie McIntosh Band)
- 2002 - Soulmates (Man Doki)
- 2002 - Genesis Files (Steve Hackett)
- 2005 - Try! (John Mayer Trio)
- 2006 - The Road to Escondido (J.J.Cale en Eric Clapton)
- 2006 - Continuum (John Mayer)
- 2006 - Endless Wire (The Who)
- 2009 - Battle Studies (John Mayer)
- 2010 - Colorblind (Alain Clark)
- 2011 - 21 (Adele)
- 2014 - Black Messiah (D'Angelo)

- Biblioteca Nacional de España: XX1580140
- Bibliothèque nationale de France: cb13938985c (data)
- Gemeinsame Normdatei: 134479270
- International Standard Name Identifier: 0000 0000 8113 8298
- Library of Congress Control Number: no2002042354
- MusicBrainz: 0dfd6aab-9056-4764-89b0-80bee7c9f998
- Nationale Bibliotheek van Tsjechië: xx0123089
- Nationale Bibliotheek van Israël: 987007416081805171
- Système universitaire de documentation: 244086974
- Virtual International Authority File: 34647527
- WorldCat: E39PBJfRFqTjk7f6HDVYRvVpyd